# アダチマサヒコ
アダチ マサヒコ（本名：足立 昌彦（読み同じ）、1983年 - ）は、日本の映像作家、アニメーター。大阪府生まれ。
主に、NHKの音楽番組「みんなのうた」などのアニメーションを制作している。

## 作品一覧

### みんなのうた
- ◆は、5分間1曲枠の楽曲（ロングのうた）。
- 1.ねむいいぬ / 坂田おさむ（2014年2月・3月放送）
- 2.おつきさまのうた / Sinon（2014年10月・11月放送）
- 3.ぼくのそらとぶじゅうたん / ももちひろこ（2015年12月・2016年1月放送）
- 4.願いごとの持ち腐れ / AKB48（2017年4月・5月放送）
- 5.3341 / 坂口有望（2018年10月・11月放送）